# Matt Ridley
Matthew White Ridley, 5:e viscount Ridley, född 7 februari 1958, är en brittisk, journalist, författare och företagare. Han tog kandidatexamen och doktorerade inom biologi vid Oxford University. Han är medlem i Royal Society of Literature, medlem i Academy of Medical Sciences och hedersmedlem i American Academy of Arts and Sciences. Efter att hans fader, Matthew White Ridley, 4:e viscount Ridley, dog 2012 ärvde han titeln som viscount med plats i brittiska överhuset.